# برای ان لائونویس
برای ان لائونویس (به فرانسوی: Braye-en-Laonnois) یک کمون (فرانسه) در فرانسه است که در ان (ا-دو-فرانس) واقع شده‌است. برای ان لائونویس ۸٫۰۹ کیلومتر مربع مساحت دارد ۹۶ متر بالاتر از سطح دریا واقع شده‌است.